# Nemes Judit
Nemes Judit (névváltozat: Judith NEM'S) (Budapest, 1948. május 12. - ) magyar  grafikus, festő. Párizsban él.  Művészi tevékenységének legfontosabb területe a festészet. Festményei, grafikái a geometrikus absztrakció tartományába helyezhetők, ám a tiszta, keveretlen színekből építkező szigorú kompozíciót finom, lírai hangütés oldja. Jelentősek elektrografikái, mail art munkái, könyvtárgyai (livres objets). Papírplasztikákat, a fény-árnyék hatásra is számító mozgalmas felületű reliefeket is készít.

## Életpályája
Az 1960-as években Rácz Tibornál tanult rajzolni. A Rákosligeti Művészetbarátok körében rendezett kiállításokon szereplő alkotók (így többek között Ország Lili, Kassák Lajos, Lakner László és Szabó Ákos) nagy hatással voltak rá. 1968–1969-ben zománcfestékkel dolgozott falapra, és anélkül, hogy ismerte volna Pollock műveit, tasiszta jellegű képeket készített.

1992-ben, Párizsban kapcsolódott be a művészeti életbe.  figyelmet keltettek hazai és külföldi kiállításokon egyaránt. Művészetszervezői tevékenysége is fontos. Biennálékat, kiállításokat szervez (Berlin, Szöul, Budapest, Hajdúszoboszló). Társszerkesztője a Parisiens Hongrois, a Revue Enveloppe és a Revue d’Art 90° című párizsi kiadású művészeti folyóiratoknak.

## Egyéni kiállításai
- 1987 • Geometry, Gloria Art Galéria, Budapest
- 1988 • L’Horizontalisme, Xántus János Museum – Patkó Gyűjtemény, Győr • Kálvária Galéria, Szeged
- 2001 • Solo show, Művészetek Háza, Pécs
- 2005 • Art géométrique, Galeria Opus, Łódz, Lengyelország
- 2006 • Ritmus-KÉP-let: Hommage à Kurtág, Light&Loft Galéria, Budapest • No more, no less, Galerie La Ligne, Zürich, Svájc • Centre d’art Géométrique, ORION, Párizs, Franciaország [A. Borzobohaty és Yumiko Kimura művészekkel] • UNU-EHS egyetem, Bonn, Németország (tartós letét) • SMK Kapos Art, Kaposvár
- 2007 • 3 artistes hongrois 8Vera Molnar, Saxon Szász János), Conservatoire des Arts, Montigny, Franciaország • Vérités inconnues Párizsi Magyar Intézet, Franciaország • Vérités inconnues Galerie Emilia Suciu, Ettlingen, Németország
- 2008 • TSUKUBA, ICHARM, Tsukuba, Japán
- 2010 • Modern Magyar Képtár, Vass László Gyűjtemény, Győr.

## Részvétele csoportos kiállításokon (válogatás)
- 1992 • Kassák Lajos Múzeum, Budapest • M. Canadien des Civilisations, Hull, Québec (CA) • Stichting de Loods, Nijmegen (NL)
- 1993 • Országos Széchenyi Könyvtár, Budapest • Images de Sources Electroniques, Magyar Intézet, Párizs • II. Nemzetközi Grafikai Biennálé, Győr
- 1994 • Mail Art, Post-Mail-Art Exhibition, Magyar Intézet, Párizs • International Print Triennal, Krakkó • Choosing your partner, Uppsala (SVE) • 4. Internationale Biennale für Elektrographik, Berlin • 2. Biennale d’art Electro-Images, Vasarely Múzeum
- 1995 • Electrographic Biennale, G. Art Beam, Szöul • International Mini-Print Triennal, Tokió • 16th Int. Impact Art Festival ’95, Int. Art Center, Kyotó • International Mail-Art Biennale, Hajdúszoboszló • Hommage à Moholy-Nagy, Fotográfia Múzeum, Kecskemét • Hommage à B. Bartók, Ferenczy Múzeum, Szentendre
- 1996 • Future Communication, Post Denmark, Koppenhága • National Paradise, Bukarest • Parisiens Hongrois Contact Point Hungary, Brüsszel • Int. Mail-Art Project Saint Flour (FR)
- 1997 • Első nemzetközi Artists’ Book Biennálé, Győr • The 2nd Malaysia Annual Exhibition of Int. Contemporary Prints, Kuala Lumpur • Hommage à Bartók UNESCO, Párizs • Int. Print Triennal ’97 Krakkó • I. Nemzetközi Kollázs Biennálé, Hajdúszoboszló • I. Rajz Biennálé, Budapest
- 1998 • L’Horizontalisme, Pátkai Múzeum, Győr • Kálvária Galéria, Szeged • Group Cyan Vízivárosi Galéria, Budapest

## Művei közgyűjteményekben
Kassák Lajos Múzeum, Budapest • Krakkói Triennálé Gyűjtemény, Krakkó • Magyar Nemzeti Galéria, Budapest • M. Canadien des Civilisation, Hill • PACA Angers (FR) • Xantus János Múzeum, Győr • Zenetörténeti Múzeum